# گروه مورگاپا
گروه مورگاپا (انگلیسی: Murugappa Group) شرکت خوشه‌ای هندی است، که در سال ۱۹۰۰ تأسیس شد.